# Saint-Pierre-en-Val
Saint-Pierre-en-Val település Franciaországban, Seine-Maritime megyében. Lakosainak száma 1091 fő (2022. január 1.). Saint-Pierre-en-Val Baromesnil, Eu, Monchy-sur-Eu és Saint-Rémy-Boscrocourt községekkel határos.

## Népesség
A település népessége az elmúlt években az alábbi módon változott:
| Lakosok száma | 1113 | 1116 | 1129 | 1100 | 1096 | 1091 | 1087 | 1090 | 1091 |
|               | 2013 | 2015 | 2016 | 2017 | 2018 | 2019 | 2020 | 2021 | 2022 |